# Nisza z Jaworem
Nisza z Jaworem – jaskinia, a właściwie schronisko, w Dolinie Kościeliskiej w Tatrach Zachodnich. Wejście do niej położone jest w Organach, w żlebie opadającym z Okrętu, w pobliżu Szczeliny za Okrętem I i Szczeliny za Okrętem II, na wysokości 1075 m n.p.m. Jaskinia jest pozioma, a jej długość wynosi 10,5 metrów.

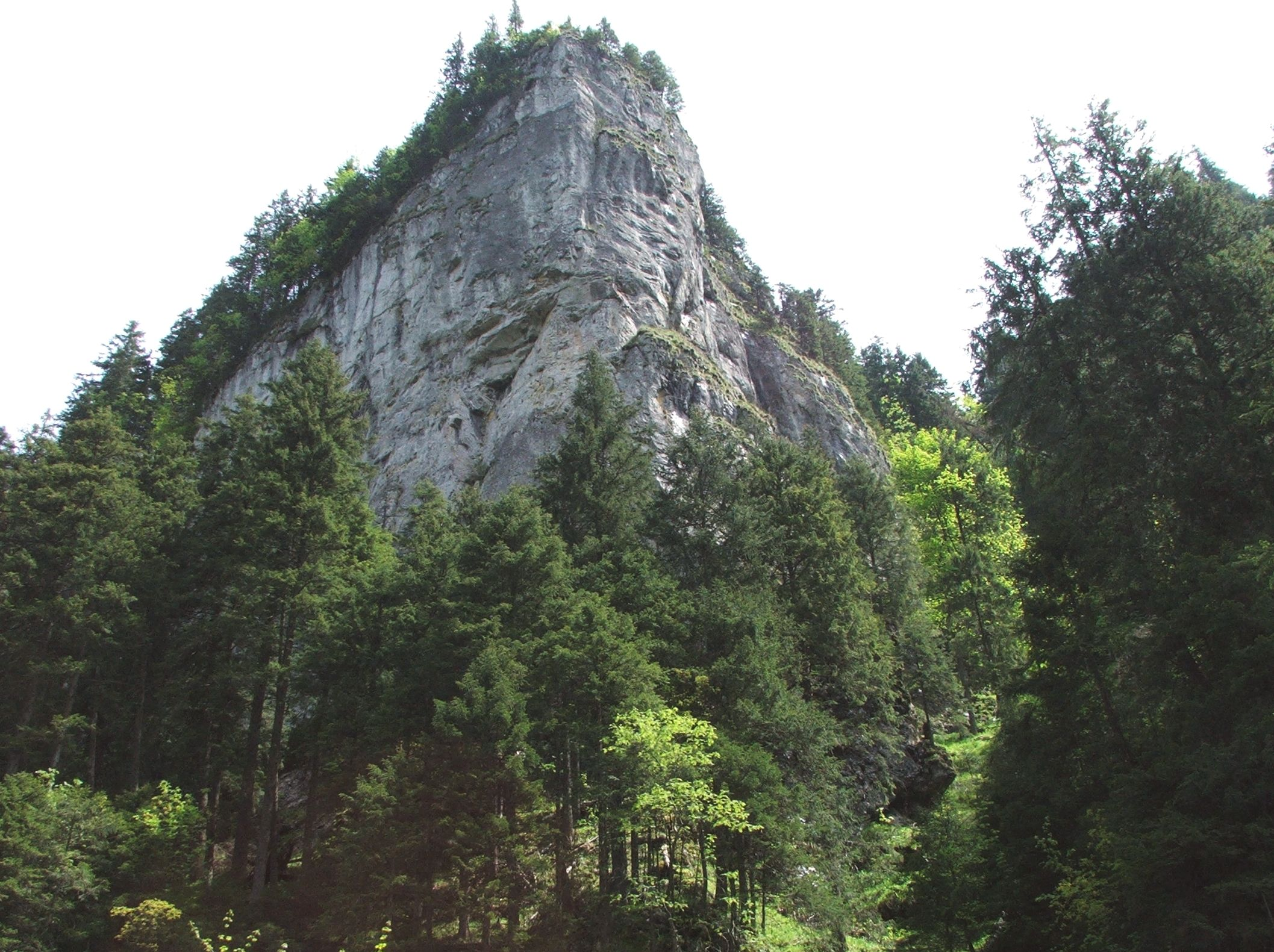
Turnia Okręt w Dolinie Kościeliskiej

## Opis jaskini
Jaskinię stanowi podłużna komora zaczynająca się zaraz za dużym szczelinowym otworem wejściowym i przechodząca w szczelinę nie do przejścia.

## Przyroda
W jaskini można spotkać nacieki grzybkowe. Ściany suche, rosną na nich porosty.

## Historia odkryć
Jaskinię odkryli prawdopodobnie Stefan Zwoliński i Jerzy Zahorski w 1933 roku, ale jej nie badali. Plan i opis jaskini sporządziła I. Luty przy współpracy T. Mardala w 1992 roku.